# 尤哈·林德
尤哈·林德（芬蘭語：Juha Lind，1974年1月2日—），芬兰男子冰球运动员。他曾代表芬兰国家队参加1998年和2002年冬季奥林匹克运动会冰球比赛，其中1998年冬季奥运会获得一枚铜牌。